# Баланешти (Њамц)
Баланешти (рум. Bălănești) насеље је у Румунији у округу Њамц у општини Баргауани. Oпштина се налази на надморској висини од 312 m.

## Становништво
Према подацима из 2002. године у насељу је живело 579 становника, од којих су сви румунске националности.